# Красимир Събев
Красимир Митков Събев е български политик и лекар от гражданската квота на ГЕРБ. Народен представител от коалиция „ГЕРБ – СДС“ в XLIV, XLVII и XLVIII народно събрание.

## Биография
Красимир Събев е роден на 30 декември 1968 г. в град Мадан, Народна република България. През 1994 г. завършва специалност „Медицина“ във ВМИ „И. Павлов“ в Пловдив. През 2001 г. придобива специалност „Анестизиология и интензивно лечение“. Работил е като интензивен терапевт-анестезиолог в МБАЛ Рудозем, МБАЛ Мадан, МБАЛ Девин. От 1999 г. работи като интензивен терапевт-анестезиолог в МБАЛ Смолян, а от 14 юни 2017 г. е началник на отделението след проведен конкурс.